# Qatar ExxonMobil Open 2015
Відкритий чемпіонат Катару 2015 (також відомий як Qatar ExxonMobil Open 2015 за назвою спонсора) — 23-й чоловічий тенісний турнір, який відбувся з 5 по 11 січня в місті Доха (Катар) на відкритих твердих кортах у Міжнародному центрі тенісу і сквошу Халіфа. Був одним зі змагань ATP 250 як частини Світового туру ATP 2015.

## Призові очки і гроші

### Розподіл очок
| Дисципліна       | П   | Ф   | ПФ | ЧФ | 1/8 | 1/16 | Q   | Q3  | Q2  | Q1  |
| Одиночний розряд | 250 | 150 | 90 | 45 | 20  | 0    | 12  | 6   | 0   | 0   |
| Парний розряд    | 250 | 150 | 90 | 45 | 0   | Н/Д  | Н/Д | Н/Д | Н/Д | Н/Д |

### Розподіл призових грошей
| Дисципліна                                 | П        | Ф        | ПФ      | ЧФ      | 1/8     | 1/16    |
| Одиночний розряд                           | $195,000 | $102,675 | $55,615 | $31,690 | $18,670 | $11,060 |
| Парний розряд                              | $62,430  | $32,820  | $17,790 | $10,180 | $5,960  |         |
| В парному розряді призові вказано для пари |          |          |         |         |         |         |

## Учасники основної сітки в одиночному розряді

### Сіяні гравці
| Країна    | Гравець            | Рейтинг1 | Посіяний |
| --------- | ------------------ | -------- | -------- |
| Сербія    | Новак Джокович     | 1        | 1        |
| Іспанія   | Рафаель Надаль     | 3        | 2        |
| Чехія     | Томаш Бердих       | 7        | 3        |
| Іспанія   | Давид Феррер       | 10       | 4        |
| Німеччина | Філіпп Кольшрайбер | 24       | 5        |
| Франція   | Рішар Гаске        | 26       | 6        |
| Хорватія  | Іво Карлович       | 27       | 7        |
| Аргентина | Леонардо Маєр      | 28       | 8        |

- 1 Рейтинг станом на 29 грудня 2014

### Інші учасники
Нижче наведено учасників, які отримали вайлдкард на участь в основній сітці:
- Джабор Мохаммед Алі Мутава
- Малік Джазірі
- Мохамед Сафват

Нижче наведено гравців, які пробились в основну сітку через стадію кваліфікації:
- Ніколоз Басілашвілі
- Міхаель Беррер
- Тіємо де Баккер
- Блаж Кавчич

### Відмовились від участі
До початку турніру
- Ніколас Альмагро → його замінив Іван Додіг
- Ернестс Гульбіс → його замінив Жоао Соуза
- Домінік Тім (грип) → його замінив Дастін Браун

## Учасники основної сітки в парному розряді

### Сіяні гравці
| Країна   | Гравець               | Країна   | Гравець        | Рейтинг1 | посіяний |
| -------- | --------------------- | -------- | -------------- | -------- | -------- |
| Бразилія | Бруно Соарес          | Австрія  | Александер Пея | 20       | 1        |
| Пакистан | Айсам-уль-Хак Куреші  | Сербія   | Ненад Зімоньїч | 37       | 2        |
| Колумбія | Хуан Себастьян Кабаль | Колумбія | Роберт Фара    | 45       | 3        |
| Хорватія | Іван Додіг            | Білорусь | Максим Мирний  | 59       | 4        |

- 1 Рейтинг станом на 29 грудня 2014

### Інші учасники
Нижче наведено пари, які отримали вайлдкард на участь в основній сітці:
- Джабор Мохаммед Алі Мутава /  Малік Джазірі
- Новак Джокович /  Філіп Країнович

### Знялись
- Александер Пея (травма лівої ноги)

## Переможці

### Одиночний розряд
- Давид Феррер —  Томаш Бердих, 6–4, 7–5

### Парний розряд
- Хуан Монако /  Рафаель Надаль —  Юліан Ноул /  Філіпп Освальд, 6–3, 6–4